# Alex Brundle
Alex Brundle (ur. 4 sierpnia 1990 w King’s Lynn) – brytyjski kierowca wyścigowy.
Syn byłego kierowcy Formuły 1, Martina Brundle'a.

## Kariera

### Formuła Palmer Audi
Alex karierę rozpoczął w wieku 8 lat, od startów w kartingu. W 2006 roku zadebiutował w serii wyścigów samochodów jednomiejscowych – T Cars. Brytyjczyk dwukrotnie stanął na podium, ostatecznie plasując się na 8. miejscu w końcowej klasyfikacji. Poza tym zaliczył sześć wyścigów w Formule Palmer, w klasie „Autumn Trophy”. Zdobyte punkty sklasyfikowały go na 21. pozycji.
W sezonie 2007 był etatowym zawodnikiem serii Palmera. W klasyfikacji ogólnej znalazł się na 11. lokacie, natomiast w punktacji jesiennej był ósmy. Rok 2008 był ostatnim w tej serii. Brundle trzykrotnie meldował się w czołowej trójce, natomiast podczas zmagań na torze Brands Hatch zwyciężył w jednej z sesji kwalifikacyjnych. W klasyfikacji generalnej zajął 6. miejsce.

### Formuła 3
W roku 2010 Alex zadebiutował w Brytyjskiej Formule 3. Reprezentując ekipę T-Sport, Anglik siedmiokrotnie sięgnął po punkty, najlepszą lokatę odnotowując w trzecim starcie, na torze Silverstone, gdzie dojechał na ósmym miejscu. Zdobyte punkty usadowiły go na 17. miejscu.

### Formuła 2
W 2009 roku Brundle zaangażował się w reaktywowaną serię Formuły 2. Brytyjczyk dwukrotnie znalazł się na punktowanych pozycjach, uzyskując ósmą i piątą lokatę odpowiednio w sobotniej rywalizacji w Walencji oraz na belgijskim torze Spa-Francorchamps. Ostatecznie Alex zmagania zakończył na 19. miejscu.
W sezonie 2011 Brytyjczyk powrócił do serii. Wyniki Brundle'a wyraźnie się poprawiły i w większości wyścigach dojeżdżał w czołowej dziesiątce. Alex trzykrotnie stawał na podium, a podczas pierwszej sesji kwalifikacyjnej, na francuskim torze Magny-Cours wykręcił najlepszy czas. Z dorobkiem ponad stu punktów rywalizację ukończył na 7. pozycji.

### Seria GP3
Na sezon 2012 Alex podpisał kontrakt z brytyjską stajnią Carlin, na udział w Serii GP3. Podczas drugiego wyścigu na Węgrzech stanął na najniższym stopniu podium, co było jego największym osiągnięciem. Sezon zakończył na 16 pozycji w klasyfikacji kierowców.

### FIA World Endurance
W 2013 roku rozpoczął starty w FIA World Endurance Championship w klasie LMP2 w zespole OAK Racing.

## Statystyki
| Sezon | Seria                                   | Zespół             | Wyścigi | Zwycięstwa | PP | NO | Podium | Punkty | Pozycja |
| ----- | --------------------------------------- | ------------------ | ------- | ---------- | -- | -- | ------ | ------ | ------- |
| 2006  | T Cars                                  | PalmerSport Junior | 18      | 0          | 0  |    | 2      | 86     | 8       |
| 2006  | Formuła Palmer Audi (Autumn Trophy)     | THB Clowes         | 6       | 0          | 0  |    | 0      | 14     | 21      |
| 2007  | Formuła Palmer Audi                     | THB Clowes         | 20      | 0          | 0  |    | 0      | 160    | 11      |
| 2007  | Formuła Palmer Audi (Autumn Trophy)     | THB Clowes         | 6       | 0          | 0  | 0  | 0      | 57     | 8       |
| 2008  | Formuła Palmer Audi                     | Nasstar            | 20      | 0          | 1  | 0  | 3      | 240    | 6       |
| 2009  | Formuła 2                               | MotorSport Vision  | 16      | 0          | 0  | 0  | 0      | 5      | 19      |
| 2010  | Brytyjska Formuła 3                     | T-Sport            | 30      | 0          | 0  | 0  | 0      | 11     | 17      |
| 2011  | Formuła 2                               | MotorSport Vision  | 16      | 0          | 1  | 0  | 3      | 112    | 7       |
| 2012  | Seria GP3                               | Carlin             | 14      | 0          | 0  | 0  | 1      | 19     | 16      |
| 2013  | FIA World Endurance Championship – LMP2 | OAK Racing         | 8       | 0          | 1  | 1  | 5      | 132,5  | 2       |

## Wyniki w GP3
| Legenda oznaczeń w tabelach wyników Wyświetl szablon na nowej stronie | Legenda oznaczeń w tabelach wyników Wyświetl szablon na nowej stronie                                                                     |
| Oznaczenie                                                            | Wyjaśnienie |
| --------------------------------------------------------------------- | --- |
| Złoty                                                                 | Zwycięzca lub mistrzostwo |
| Srebrny                                                               | 2. miejsce lub wicemistrzostwo |
| Brązowy                                                               | 3. miejsce lub II wicemistrzostwo |
| Zielony                                                               | Ukończył, punktował (w klasyfikacji generalnej, gdy zdobył co najmniej jeden punkt na przestrzeni sezonu, poza trzema powyższymi opcjami) |
| Niebieski                                                             | Ukończył, nie punktował (w klasyfikacji generalnej, gdy nie zdobył co najmniej jednego punktu na przestrzeni sezonu)                      |
| Czerwony                                                              | Nie zakwalifikował się (NZ) |
| Czerwony                                                              | Nie prekwalifikował się (NPK) |
| Różowy                                                                | Nie ukończył (NU) |
| Różowy                                                                | Niesklasyfikowany (NS) (w klasyfikacji generalnej, gdy nie został sklasyfikowany w żadnym wyścigu sezonu)                                 |
| Czarny                                                                | Zdyskwalifikowany (DK) |
| Czarny                                                                | Wykluczony (WYK/EX) |
| Biały                                                                 | Nie wystartował (NW) |
| Biały                                                                 | Kontuzjowany (K/INJ) |
| Biały                                                                 | Wyścig odwołany (OD/C) |
| Bez koloru                                                            | Został wycofany (WYC/WD) |
| Bez koloru                                                            | Nie przybył (NP/DNA) |
| Bez koloru                                                            | Nie brał udziału w treningach (NT/DNP) |
| Bez koloru                                                            | Nie został zgłoszony (–) |
| Pogrubienie                                                           | Start z pole position |
| Kursywa                                                               | Najszybsze okrążenie wyścigu |
| †                                                                     | Nie ukończył, ale jego rezultat został zaliczony ze względu na przejechanie więcej niż 90% dystansu wyścigu.                              |
| *                                                                     | Sezon w trakcie |
| 1/2/3                                                                 | Punktowana pozycja w sprincie kwalifikacyjnym                                                                                             |
| Lista systemów punktacji Formuły 1                                    | |

| Rok  | Zespół | Wyniki w poszczególnych eliminacjach | Wyniki w poszczególnych eliminacjach | Wyniki w poszczególnych eliminacjach | Wyniki w poszczególnych eliminacjach | Wyniki w poszczególnych eliminacjach | Wyniki w poszczególnych eliminacjach | Wyniki w poszczególnych eliminacjach | Wyniki w poszczególnych eliminacjach | Wyniki w poszczególnych eliminacjach | Wyniki w poszczególnych eliminacjach | Wyniki w poszczególnych eliminacjach | Wyniki w poszczególnych eliminacjach | Wyniki w poszczególnych eliminacjach | Wyniki w poszczególnych eliminacjach | Wyniki w poszczególnych eliminacjach | Wyniki w poszczególnych eliminacjach | Punkty | Pozycja |
| ---- | ------ | ------------------------------------ | ------------------------------------ | ------------------------------------ | ------------------------------------ | ------------------------------------ | ------------------------------------ | ------------------------------------ | ------------------------------------ | ------------------------------------ | ------------------------------------ | ------------------------------------ | ------------------------------------ | ------------------------------------ | ------------------------------------ | ------------------------------------ | ------------------------------------ | ------ | ------- |
| 2012 | Carlin | ESP                                  | ESP                                  | MON                                  | MON                                  | VAL                                  | VAL                                  | GBR                                  | GBR                                  | DEU                                  | DEU                                  | HUN                                  | HUN                                  | BEL                                  | BEL                                  | ITA                                  | ITA                                  | 19     | 16      |
| 2012 | Carlin | 10                                   | 8                                    | 10                                   | NU                                   | 16                                   | 14                                   | 7                                    | 10                                   | DK                                   | 13                                   | 15                                   | 3                                    | 19                                   | 11                                   | DK                                   | 10                                   | 19     | 16      |